# Sens efférent
Sens efférent est un terme employé en anatomie et en physiologie pour déterminer l'orientation dans un des deux sens fonctionnels possibles d'un conduit (vaisseau ou canal) qui transporte un fluide ou d'une voie (nerf) qui transporte une information.
Le sens efférent (du latin efferens, qui emporte) est celui qui va du centre, de la partie de référence, de l'intérieur d'un organe vers l'extérieur. Il est synonyme de sens centrifuge. Il s'oppose au sens afférent (du latin afferens, qui apporte).
Le terme est donc employé dans ces domaines pour qualifier par exemple : un vaisseau qui emmène un liquide depuis l'intérieur d'un organe vers l'extérieur (ainsi toutes les artères qui partent du cœur vers les organes sont efférentes au cœur au contraire des veines qui arrivent au cœur qui lui sont afférentes) ; les canaux efférents qui permettent l'excrétion des spermatozoïdes du testicule vers l'épididyme ; un nerf qui emmène les influx nerveux d'un centre nerveux (moelle épinière ou cerveau) vers un organe périphérique comme par exemple les nerfs moteurs.
Les vaisseaux lymphatiques peuvent être tour à tour afférents et efferents par rapport aux ganglions lymphatiques si l'on considère qu'un de ces vaisseaux arrive (afférent) dans un ganglion puis en repart (efférent).
Par extension le terme est employé en psychologie en parlant du sens d'un processus psychologique.